# Logne (affluent de la Vézère)
Pour les articles homonymes, voir Logne.
La Logne est un ruisseau français du département de la Corrèze, affluent en rive droite de la Vézère et sous-affluent de la Dordogne.

## Géographie

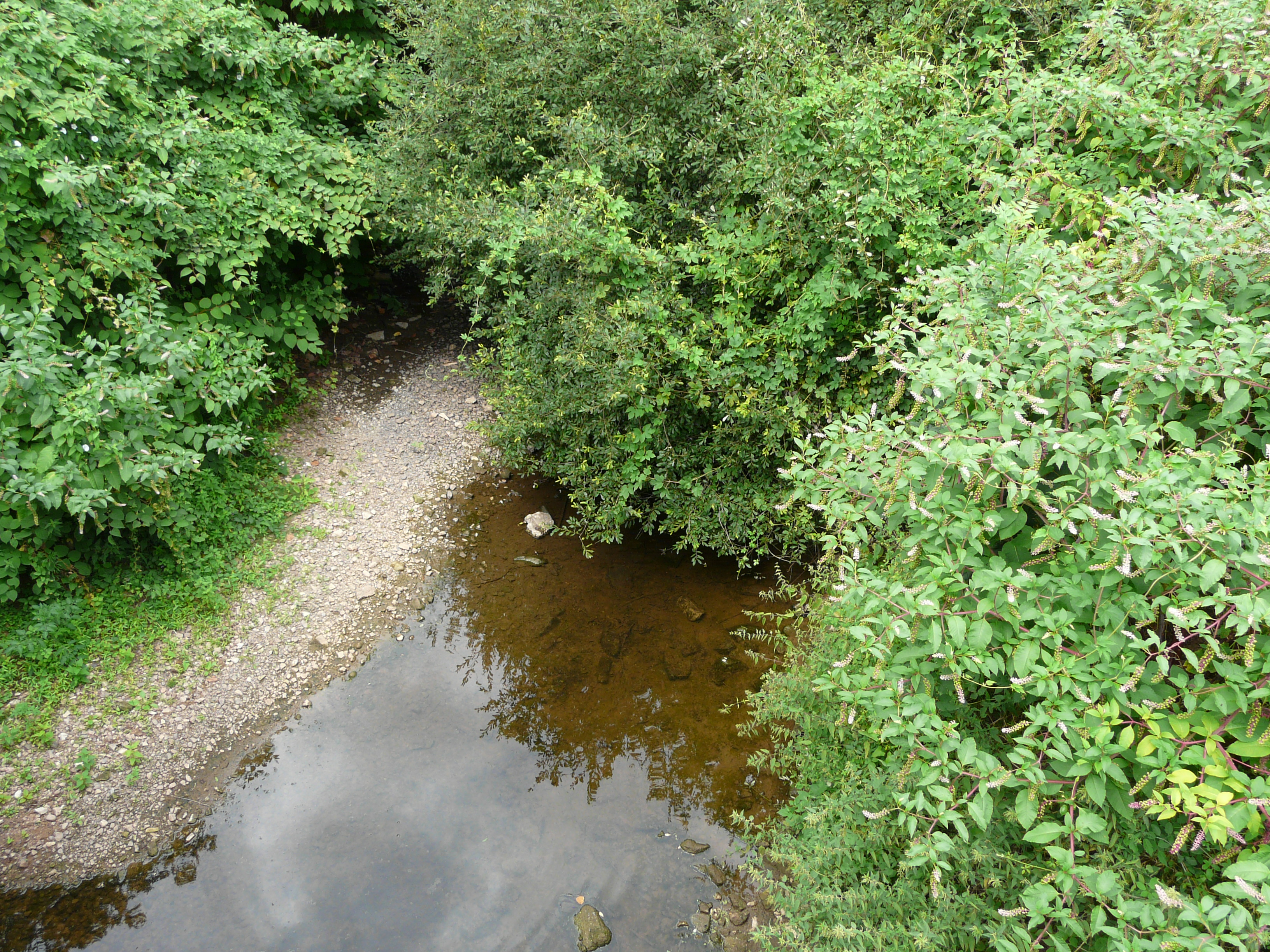
La Logne près de la Rivière de Mansac.

La Logne est un ruisseau qui prend sa source en Corrèze, vers 240 mètres d'altitude, au sud-est du lieu-dit le Treuil, sur la commune de Perpezac-le-Blanc. Après quelques kilomètres, elle passe sous la route départementale (RD) 3 puis à l'est du bourg de Brignac-la-Plaine. En limite des communes de Brignac-la-Plaine et de Mansac, elle est franchie par la RD 147 et reçoit presque aussitôt sur la gauche son principal affluent, la Borderie. Elle passe sous l'autoroute A89 puis contourne le lieu-dit la Rivière de Mansac par le nord, passant sous la RD 39 puis à l'ouest sous la RD 147 une seconde fois et sous la ligne ferroviaire Périgueux-Brive. Moins d'un kilomètre plus loin en aval, elle se jette dans la Vézère en rive droite, vers 83 mètres d'altitude, en limites de Cublac et Mansac.
Sur les huit derniers kilomètres de son parcours, elle sert de limite communale entre d'une part Brignac-la-Plaine et Cublac à l'ouest, et d'autre part Mansac à l'est.
Sa longueur est de 14,9 km pour un bassin versant de 63 km2.

### Affluents
Parmi les sept affluents de la Logne répertoriés par le Sandre, les deux plus longs sont situés en rive gauche : la Borderie avec 6 km et la Besse longue de 4,8 km.
Un des ruisseaux affluents de la Logne, la Peyrède, a un affluent et trois sous-affluents, notamment un ruisseau sans nom long de 2,9 km qui a lui-même un affluent long de 1,7 km à Brignac-la-Plaine. De ce fait, le rang de Strahler de la Logne est de cinq.

### Communes et département traversés
À l'intérieur du seul département de la Corrèze, la Logne arrose quatre communes,, soit d'amont vers l'aval : Perpezac-le-Blanc (source), Brignac-la-Plaine, Mansac (confluent) et Cublac (confluent).

## Monuments ou sites remarquables à proximité
À Perpezac-le-Blanc, l'église de la Transfiguration de Notre-Seigneur, datant des XIIIe et XIVe siècles, est classée au titre des monuments historiques.
Le château de la Choisne à Mansac et sa chapelle (à Brignac-la-Plaine) datent du XIXe siècle

## Galerie de photos

Été 2015
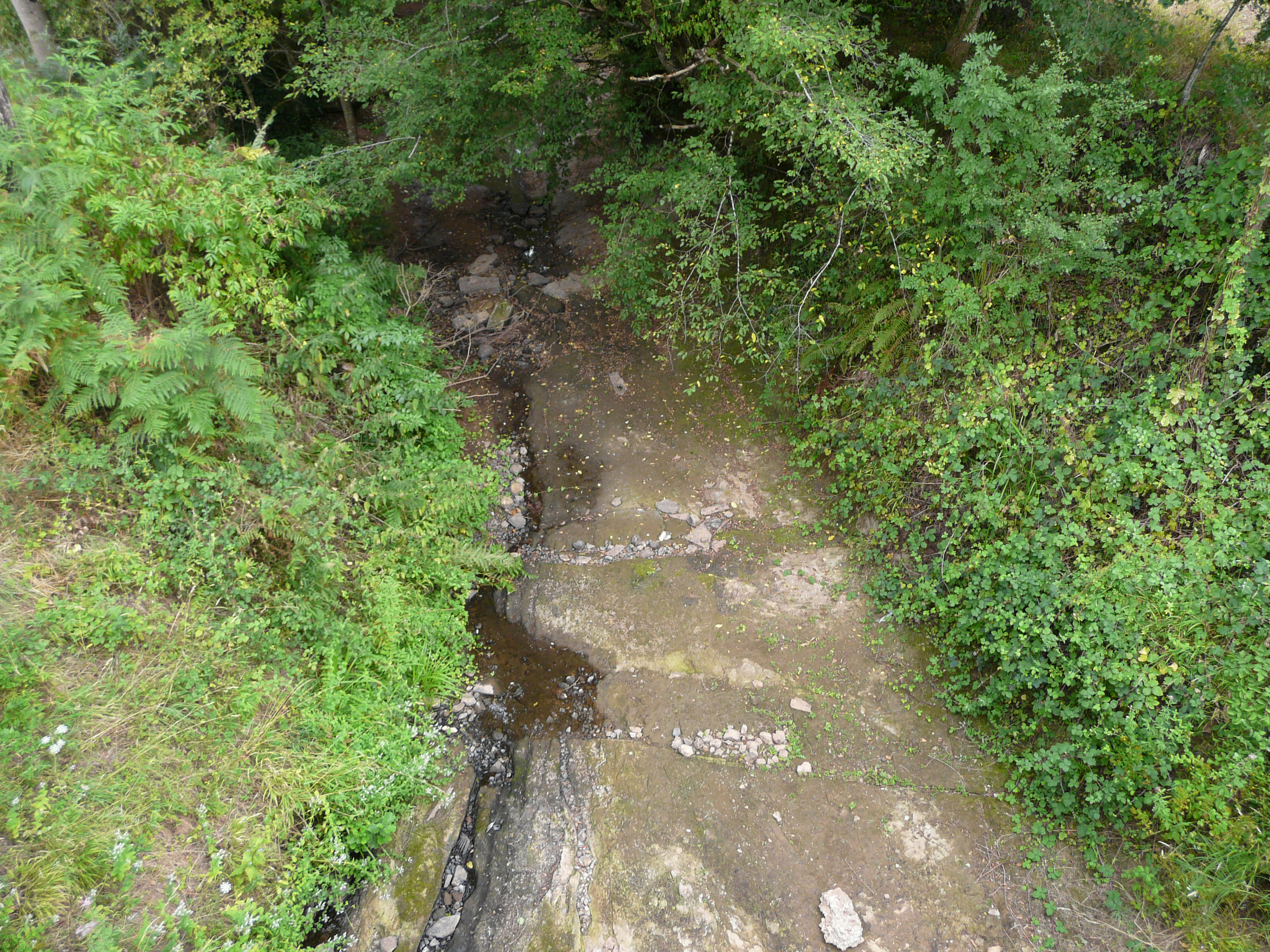
La Logne presque à sec près de Chalmont.
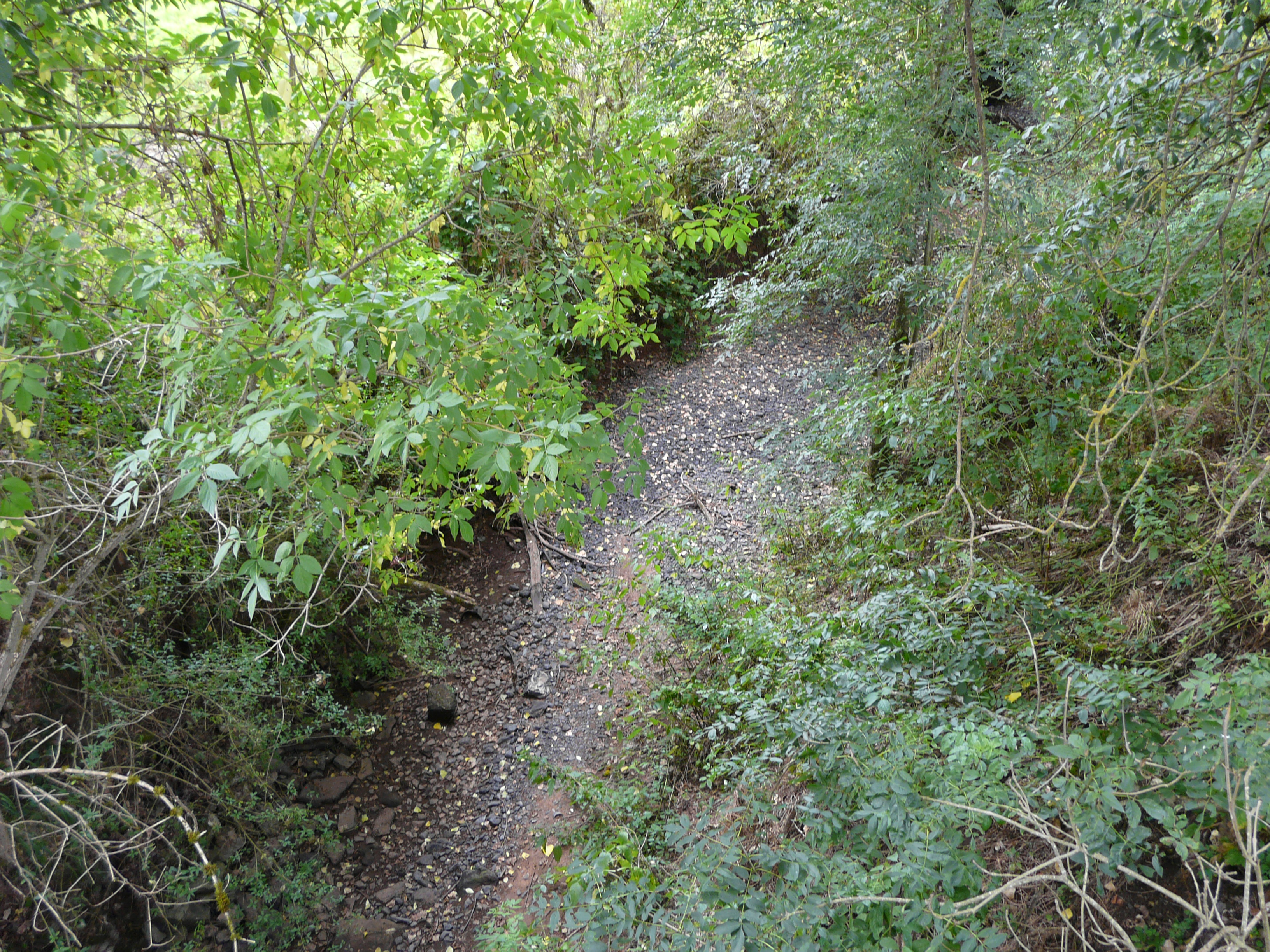
Son principal affluent, la Borderie, à sec près de Chalmont.